# Hibiscus dinteri
Hibiscus dinteri är en malvaväxtart som beskrevs av Bénédict Pierre Georges Hochreutiner och Schinz. Hibiscus dinteri ingår i Hibiskussläktet som ingår i familjen malvaväxter. Inga underarter finns listade i Catalogue of Life.